# Lastinstruktion
En lastinstruktion upprättas för varje enskilt flygplan och syftar till att bestämma vilken maximal massa som flygplanet får starta med (sk. startmasssa).
Lastinstruktionen finns i den Flyghandbok som hör till det aktuella flygplanet och består av diagram och tabeller som ger piloten information om hur mycket last som kan medföras. Exempel på detta kan vara vilken mängd bränsle som kan medföras vid olika mycket bagage eller passagerare i flygplanet.